# Anton Egorovič Zal'ca
Il barone Anton Egorovič Zal'ca in russo Антон Егорович Зальца?, indicato talvolta come Anton Egorovič von Saltza (Luga, 22 aprile 1843 – San Pietroburgo, 9 marzo 1916) è stato un generale e nobile russo di origini baltico-tedesche.

## Biografia

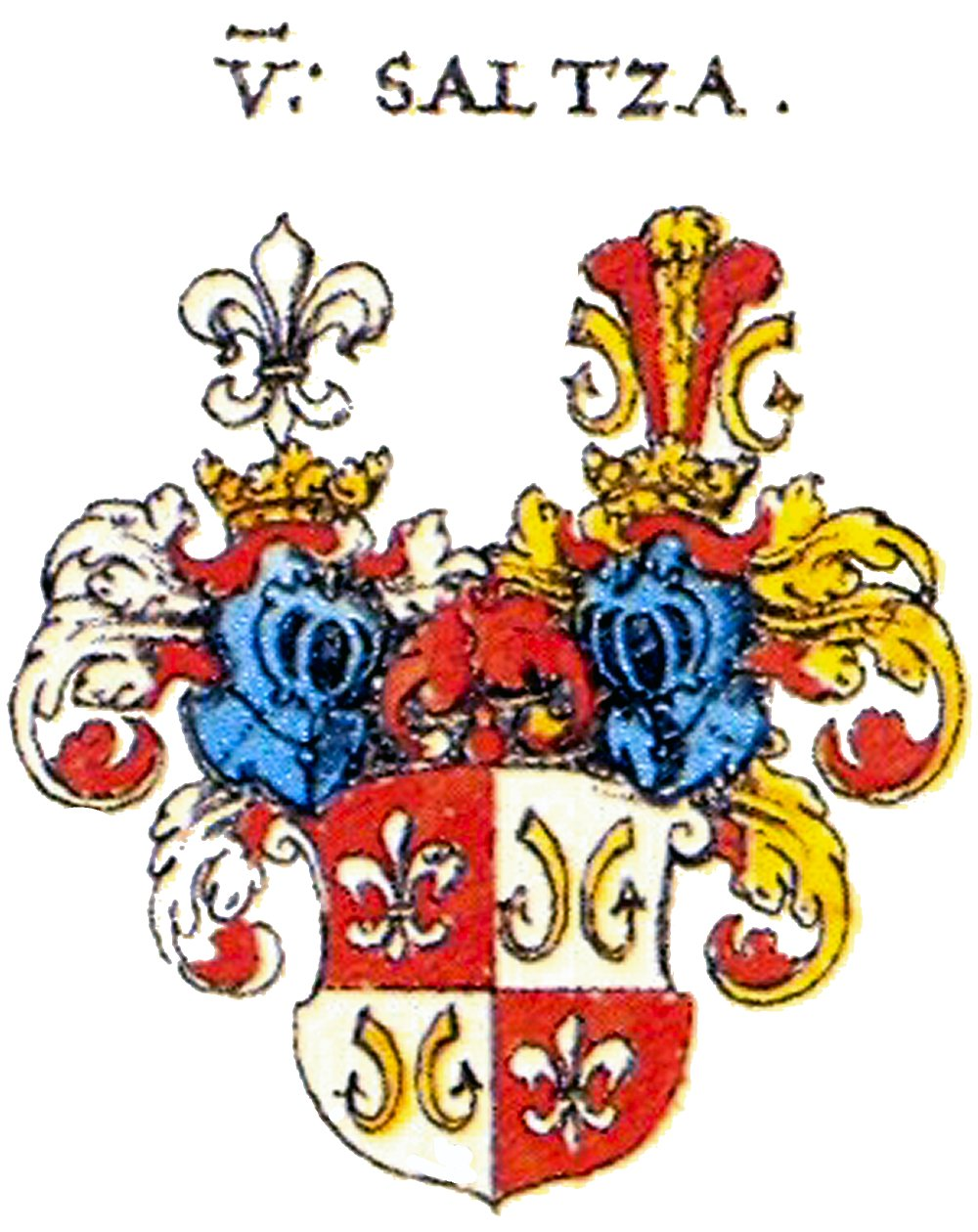
Stemma della famiglia von Saltza

Saltza nacque il 22 ottobre 1843 a Luga, nel governatorato di San Pietroburgo, da una famiglia di origini baltico-germaniche. Suo padre era il barone e senatore Georg Reinhold Frommhold von Saltza, mentre sua madre era la nobildonna russa Alexandra Brosina.
Dopo il diploma nel 1862, venne inscritto nel 4º battaglione di guardie imperiali, con il quale prese parte alla soppressione dell'Insurrezione di gennaio in Polonia, ottenendo delle decorazioni. Sul finire dell'agosto del 1867 venne promosso al grado di sottotenente e poi tenente a metà aprile del 1869. Alla fine di agosto del 1874, venne promosso capitano.
A metà dicembre del 1876, Zal'ca prestò servizio nel distretto militare del Caucaso sotto il comandante del distretto, il granduca Mikhael Nikolaevic. Prese quindi parte alla guerra russo-turca del 1877-1878. Dopo la guerra, che condusse con distinzione, ottenne la IV classe dell'ordine militare di San Giorgio, la massima decorazione militare dell'impero russo.
All'inizio di febbraio del 1878, raggiunse il grado di tenente colonnello e nel 1877 ottenne una spada d'oro al coraggio ed altre onorificenze. Nel 1878 Zal'ca divenne aiutante personale del granduca Mikhail Nicolaevic e nel febbraio dell'anno successivo venne nominato comandante del 1º battaglione fucilieri del Caucaso. A metà giugno del 1889 e sino alla metà di aprile del 1902, fu comandante di diversi reggimenti e battaglioni. Venne quindi promosso tenente generale e nominato comandante della 24ª divisione di fanteria. Dal 1904 al 1905, fu comandante della 1ª divisione di fanteria della guardia e dal 1905 al 1908 comandò due corpi d'armata, il XXII ed il I. A metà aprile del 1908 venne promosso generale di fanteria e divenne vicecomandante del distretto militare di Kiev, sottoposto al comando del tenente generale Vladimir Sukhomlinov, e poi del generale Nikolai Ivanov. All'inizio di febbraio del 1911, venne nominato comandante in capo di tutte le truppe russe del distretto militare di Kazan.
Con lo scoppio della prima guerra mondiale, venne costituita la IV armata della quale Zal'ca venne nominato comandante in capo. Durante le prime fasi della battaglia di Galizia, le sue truppe assieme a quelle del generale Ivanov vennero sconfitte a Kraśnik, sul suolo russo. Dopo questo fallimento, Zal'ca venne rimpiazzato dal generale Aleksei Evert. Ritornò successivamente al suo vecchio incarico di comandante del distretto militare di Kazan e divenne membro della Commissione Alessandro per la gestione e l'assistenza ai feriti. All'inizio di novembre del 1914, venne nominato comandante della fortezza dei Santi Pietro e Paolo e nel dicembre di quello stesso anno ottenne l'Ordine di Sant'Aleksandr Nevskj.
Il generale Zal'ca morì a San Pietroburgo il 9 marzo 1916.